# 줄포초등학교
줄포초등학교는 대한민국 전북특별자치도 부안군에 있는 공립 초등학교이다.

## 학교 연혁
- 1909년 9월 1일 사립 영신학교 설립인가
- 1915년 6월 1일 줄포공립보통학교 개편
- 1938년 4월 1일 줄포동공립심상소학교로 개칭
- 1941년 4월 1일 줄포동공립국민학교로 개편
- 1951년 6월 1일 줄포국민학교로 개칭
- 1981년 3월 6일 병설유치원 개원
- 1990년 2월 28일 수당국민학교 통폐합
- 1995년 2월 28일 대동분교장 본교로 통폐합
- 1996년 3월 1일 줄포초등학교로 개칭
- 1997년 2월 28일 난신초등학교 본교로 통폐합
- 2017년 2월 10일 제101회 졸업(졸업생 총수 10,522명)
- 2017년 3월 1일 7(1)학급, 유치원 2학급 편성
- 2021년 9월 1일 제32대 최호승 교장 부임

## 참고 자료
- 줄포초등학교 - 한국교육학술정보원 학교알리미